# Pascale Jeuland
Pascale Jeuland (nascida em 2 de junho de 1987) é uma ciclista francesa que compete em provas tanto de pista, quanto de estrada.
Competiu nos Jogos Olímpicos de Verão de 2008 em Pequim, terminando na sétima posição na corrida por pontos. No Campeonato Mundial de Pista, Jesuland conquistou a medalha de ouro na corrida de scratch, em 2010.

## Palmarès
| Data                 | Classificação | Evento                 | Competição          | Local        | País        |
| -------------------- | ------------- | ---------------------- | ------------------- | ------------ | ----------- |
| 2006                 | 3             | 500 m contrarrelógio   | Campeonato Nacional |              | França      |
| 2006                 | 2             | Perseguição individual | Campeonato Nacional |              | França      |
| 2007                 | 3             | Perseguição individual | Campeonato Nacional |              | França      |
| 23 de agosto de 2007 | 1             | Corrida por pontos     | Campeonato Nacional | Hyères       | França      |
| 8 de julho de 2008   | 1             | Corrida por pontos     | Campeonato Nacional |              | França      |
| 2008                 | 6             | Scratch                | Campeonato Mundial  | Manchester   | Reino Unido |
| 2009                 | 3             | Perseguição individual | Campeonato Nacional | Baie-Mahault | França      |
| 2009                 | 1             | Corrida por pontos     | Campeonato Nacional | Baie-Mahault | França      |
| 2009                 | 1             | Scratch                | Campeonato Nacional | Baie-Mahault | França      |
| 26 de março de 2010  | 1             | Scratch                | Campeonato Mundial  | Ballerup     | Dinamarca   |